# أصغر أباد (كوهباية الشرقي)
أصغر أباد (بالفارسية: اصغرآباد) هي قرية تقع في إيران في قسم کوهبایة الشرقي الریفي. يقدر عدد سكانها بـ 128 نسمة .